# 銅貨

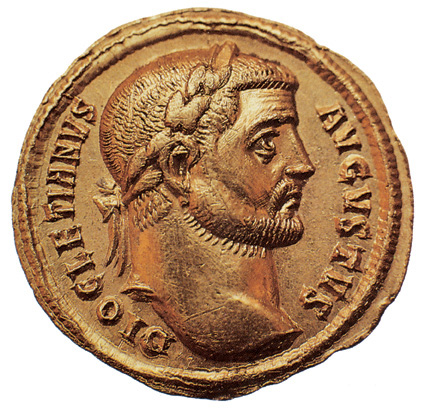
ディオクレティアヌスのアス青銅貨

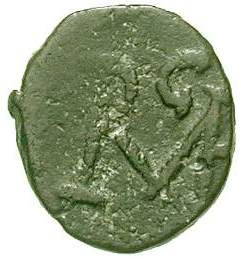
西ローマ帝国の銅貨（アス）。

銅貨（どうか　Copper coin）とは、銅を素材として作られた貨幣をいう。

## 概要
銅は卑金属ではあるが鉄や錫などに比してイオン化傾向が低く酸化しにくいとされ、錫との合金である青銅は古くから装飾品や武器などに広く使用されて、精錬法も良く知られた身近な金属であったため、貯蔵性や可搬性の利点から鋳造貨幣として広範に利用された。ただし厳密な意味での鋳造（鋳型に溶かした銅を流し込んで成形する）は東アジアに限られ、オリエントやヨーロッパではプレス加工による成形が主流であった。

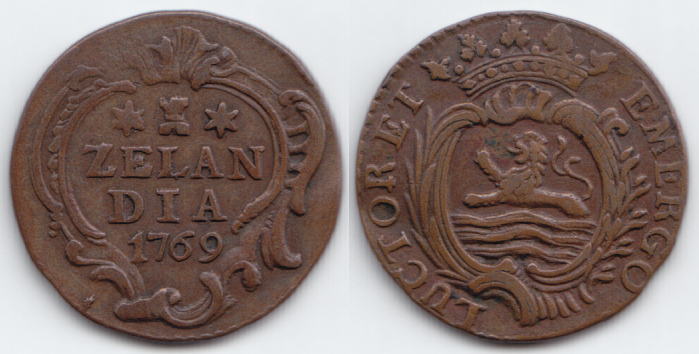
銅貨デュイ、1769年。 オランダ（ゼーラント州）。

耐食性に優れるとはいえ材質としての価値は貴金属としての金銀に比べ大きく劣るため、本位貨幣の少額決済における不便さを補填するための「補助貨幣」としての性質が大きかった。よって中国や日本では金銀が砂金や丁銀など秤量貨幣の体裁を取ることが多かったのに対して、銅は権威性を備えたコインとしての体裁が求められ、鋳造の品質が信用（＝価値）に直結した。銅地金と額面との差額は貨幣発行益として政府の財政収入となるため、760年（天平宝字4）の万年通宝発行時には差益を狙って鋳造された私鋳銭が市場の半数を流通したという。中世日本では渡来銭である宋銭や明銭（特に永楽通宝）などが広く通用したが、品質を落とした私鋳銭も引き続き流通し、悪貨、鐚（びた）銭として撰銭（えりぜに）の慣習を引き起こした。
東アジアの銅銭にみられる四角い穴は、鋳造後に棒を通してろくろで回転させ、型への溶銅の注入口（湯口）や型の隙間への銅のはみ出し（バリ）が銭の縁に残っているのを削り落とす工作に用いられる。これにより見目は良くなる反面、銭には多少の重量差が生じることになり、早期から計数貨幣寄りの性格であった。これに対し西洋の銅貨は特に古代のものではバリがついたままのものが多く出土しており秤量貨幣寄りの思考であったと言える。
硬貨は金や銀の実質的価値から、額面に応じて大型で重くなっていたが、銅貨においても同様で、ヨーロッパ世界では近世に入ってからも大型で重い銅貨が流通していた。イギリスの車輪銭と呼ばれる2ペンス銅貨はその代表的な物である。
現在では金貨や銀貨は、もはや流通用には見られず、銅貨が世界の硬貨の中心をなしており、広く利用されている。一因としては、銅の軍事用途が飛躍的に拡大したため、銅貨類はその国家備蓄の意義が大きくなっている。銅やその合金は戦車や航空機などの主要素材ではないため使用量的にはやや少ないながらも使途は多岐にわたり、近世期には大砲のための青銅（砲金）、近代以後は銃砲弾の薬莢、20世紀からは特殊鋼や合金素材として重要となったニッケルを加えた白銅、21世紀現在ますます重要度を増しているハイテク製品の電気・電子部品など、戦略資源としての意義は上昇を続けている。

## 銅貨の素材
「銅貨」の語は、素材面から見ると、最も狭義には純銅～銅96%以上の合金（高銅合金）で作られているものをいい、日本の貨幣では1873年（明治6年）制定の竜2銭・竜1銭・竜半銭・1厘銅貨（品位は銅98%、錫1%、亜鉛1%）がこれに当たり、純銅製のものはアメリカの1793年–1857年の1セント銅貨やハーフセント銅貨などの例がある。しかし、銅貨が純銅で製造されることは少なく、多くは耐久性などの面から青銅貨として鋳造される。一般的には、銅貨というと、この青銅貨（現行の日本の硬貨では十円硬貨がこれに当たる）を指す場合が多いが、他にも銅を主体とする合金、例えば黄色い黄銅貨や白い白銅貨、洋銀貨やアルミニウム青銅貨、さらにはノルディック・ゴールド貨なども広義では銅貨の範疇に入り、世界的には白銅貨は比較的高額な硬貨に用いられることが多い。
低額硬貨には青銅貨が用いられる場合が多かったが、2024年現在世界で流通している硬貨を見ると、日本の十円硬貨のように、外見が銅色でしかも材質が全体として銅合金となっている例は少なく、主だったところを見れば、台湾の1台湾元銅合金貨や、デンマークの50オーレ（1デンマーク・クローネの半分）青銅貨、イギリスの1ペニー・2ペンス青銅貨（1世代前の硬貨）ぐらいのものである。近年では世界で流通している硬貨を見ると、外見は銅色でも内部は鋼鉄（鉄貨）という例が多く、例えば最新の1ペニー・2ペンス硬貨が該当し、また現在流通しているアメリカの1セントなどの銅メッキ亜鉛、韓国の10ウォンのような銅メッキアルミニウムの例もある。
高額硬貨について、偽造防止などのため日本の2代目五百円硬貨のニッケル黄銅のような特殊な合金が用いられる場合もある。近年の銅価格の高騰により、英国の2ペンス銅貨（1992年以前鋳造分）は金属素材として額面以上の価値を持つに至っている。ちなみに青銅貨レベルよりも小さな額面の硬貨に関しては、ステンレスやメッキを施した鋼鉄（鉄貨）が用いられる場合が多く、日本の一円硬貨のようにアルミニウムが用いられる場合もある。
変わった例として、クラッドメタルというタイプのものも増えてきている。これは、アメリカの硬貨に代表されるように、「表面は白い白銅であるが中身は青銅（縁の部分を見ると赤茶色の銅の色が見られる）」などのように、2種類の金属の貼り合わせによる硬貨であり、素材面では広義の銅貨の範疇に入ることが多い。またバイメタル貨は外周と内側とで異なる2種類の金属を用いた硬貨で、これも素材面では広義の銅貨の範疇に入ることが多い。日本では、3代目五百円硬貨が銅を主体とするバイカラー・クラッド貨の例に当たる。特にバイメタル貨は偽造防止のために高額硬貨に用いられることが多い。

## 日本
日本でも銅貨は銭（銅銭）と呼ばれ、律令国家によって、和銅元年（708年）から天徳2年（958年）の250年間の間に12種類の銅銭（皇朝十二銭）が通貨として発行されている。その中でも、和同開珎がよく知られている。後に貨幣経済が11世紀辺りで一時途絶えるが、12世紀後半から宋銭などが輸入されて使用されるようになり、江戸時代には寛永通宝を中心として、他にも文久永宝、天保通宝と呼ばれる長く定着する銅貨（一部真鍮や鉄製のものもある）が国内で鋳造、使用された。日本で明治以降に造幣局で製造された銅貨系の硬貨には、最も狭義の銅貨の他、青銅貨、白銅貨、黄銅貨、アルミニウム青銅貨、ニッケル黄銅貨などがあり、現在日本で一般流通している通常硬貨では、アルミニウム貨である一円硬貨を除いて全てが、銅を主体とする合金が利用されている。

## 金貨・銀貨との関係

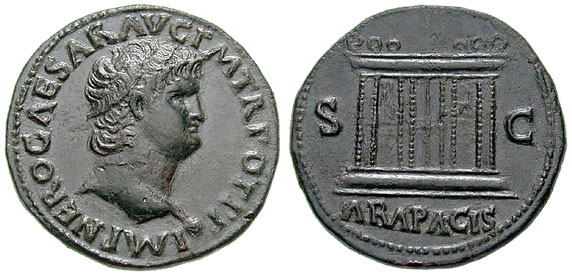
ネロ皇帝のアス青銅貨

三貨の交換比率は国と時代によって異なり、古代ローマのアウグストゥス帝治世下では、金貨:銀貨:銅貨の交換比率は1:25:400とされ（→「古代ローマの通貨」）、東ローマでは1:12:180、清朝では銀1両に対し銅銭1000文（1貫文）とされたが相場により日々変動した。日本初の鋳造貨幣といわれる和同開珎では銀貨1枚が銭貨25枚の価値を持つとされた。江戸時代には三貨制度で金1両＝銀50匁＝銭（銅銭）4貫文とされたがこれも相場による変動が激しかった。ローマでは金貨が本位貨幣、中国では銀本位制、江戸時代の日本だと江戸が金、大坂が銀本位制であった。